# Kråksjön, Jämtland
Kråksjön är en sjö i Östersunds kommun i Jämtland och ingår i Indalsälvens huvudavrinningsområde. Sjön har en area på 0,699 kvadratkilometer och ligger 277 meter över havet. Sjön avvattnas av vattendraget Sännån (Norån).

## Delavrinningsområde
Kråksjön ingår i det delavrinningsområde (700835-146894) som SMHI kallar för Utloppet av Kråksjön. Medelhöjden är 289 meter över havet och ytan är 3,2 kvadratkilometer. Räknas de 35 avrinningsområdena uppströms in blir den ackumulerade arean 373,93 kvadratkilometer. Sännån (Norån) som avvattnar avrinningsområdet har biflödesordning 2, vilket innebär att vattnet flödar genom totalt 2 vattendrag innan det når havet efter 188 kilometer. Avrinningsområdet består mestadels av skog (56 procent) och öppen mark (11 procent). Avrinningsområdet har 0,7 kvadratkilometer vattenytor vilket ger det en sjöprocent på 21,8 procent.